# Polygala alpestris
La poligala alpestre (Polygala alpestris Rchb.) è una pianta erbacea perenne appartenente alla famiglia  delle Polygalacee.

## Etimologia
Nell'antichità l'infuso di questa pianta veniva usato perché (così si credeva) favoriva la produzione del latte nelle gestanti (ma anche nelle mucche), da qui il nome del genere “Polygala” = molto latte.

L'epiteto specifico invece è indicativo delle zone nelle quali la pianta è presente.

## Descrizione
La forma biologica della pianta appartiene alle emicriptofite scapose (H scap ): ossia è una pianta perennante per mezzo di gemme adagiate al suolo (“emicriptofita”); mentre il portamento è tipico di una pianta con asse florale allungato e con poche foglie (“scaposo”).

### Radici
Radice a fittone. Da ogni radice si possono formare da 10 a 20 fusti florali.

### Fusto
Il fusto è erbaceo (appena legnosetto) e brevemente strisciante; i rami sono ascendenti e glabri. Dimensione della pianta: da 8 a 20 cm.

### Foglie
Le foglie sono alterne (non opposte) e sessili. 
- Foglie inferiori: sono spatolate, di dimensioni minori rispetto a quelle superiori e più ravvicinate (ma non formano una rosetta basale). Dimensioni delle foglie inferiori: larghezza 3 mm; lunghezza 7 mm.
- Foglie superiori: sono progressivamente allungate (lineari – lanceolate) e quelle finali avvolgono quasi il peduncolo del racemo. Dimensioni delle foglie superiori: larghezza 5 mm; lunghezza 25 mm.

### Infiorescenza
L'infiorescenza è composta da corti racemi piramidali multifloro con 10 – 50 fiori peduncolati (3 – 4 mm) di colore violetto (o blu – raramente bianchi) e penduli alla base (quelli apicali, immaturi, sono eretti). Il racemo presenta delle brattee lunghe quanto i peduncoli. 

### Fiori
I fiori sono ermafroditi, pentameri, zigomorfi, gamosepali, pentaciclici.
- Calice: il calice è petaloideo, (stesso colore dei petali); i sepali sono 5; quelli interni hanno la funzione di ali vessilari a forma ovale (lunghezza: 3 – 5 mm); sono mucronate e lievemente venate al centro.
- Corolla: la corolla di aspetto papilionaceo è di colore violetto e composta da 3 petali (abortiti) concresciuti; formano un tubo alla base, mentre nella parte superiore sono liberi; il petalo inferiore è carenato e frangiato (può arrivare fino a 40 frange), sporgente dalle ali e di colore biancastro (più chiaro della corolla). Dimensioni del tubo corallino: 8 mm.
- Androceo: gli stami sono 8 concresciuti alla corolla.
- Gineceo: l'ovario è supero e bicarpellare.
- Impollinazione: per entomogamia (tramite insetti).
- Fioritura: da giugno ad agosto.

### Frutti
Il frutto consiste in una capsula compressa da un lato. La parte carnosa del seme (strofiolo) presenta delle appendici lunghe 1/3 del seme. 
La dispersione dei semi avviene mediante formiche (mirmecocoria).

## Distribuzione e habitat
È una specie endemica delle zone montane dell'Europa centrale e meridionale ( Orof. S-Europ.). Oltre che sulle Alpi, si può trovare sui Pirenei, sui Carpazi e sui Balcani.

In Italia vegeta nei pascoli subalpini e alpini in ambiente calcareo.

Altitudine: 1600 – 2400 m s.l.m..

## Tassonomia
Il Sistema Cronquist assegna la famiglia delle Polygalaceae all'ordine Polygalales mentre la moderna classificazione APG la colloca nell'ordine Fabales. 

### Sottospecie
Sono state descritte le seguenti sottospecie:
- Polygala alpestris subsp. alpestris - sottospecie nominale, le ali sono lunghe 4 – 5 mm, strette e con scarse venature; capsula sessile.
- Polygala alpestris subsp. angelisii (Ten.) Nyman
- Polygala alpestris subsp. croatica (Chodat) Hayek - le ali sono lunghe 5 – 6 mm, più larghe e con venature ramificate (del tipo anastomosate); capsula con stipole.
- Polygala alpestris subsp. meridionalis Arrigoni

### Specie simili
- Polygala angelisii Ten. (sinonimi = P. amara Auct. Fl. Ital.; = P. croatica Hayek; = P. croatica var. valdarnensis, Fiori) – Poligala di De Angelis: si differenzia dalla nostra specie per avere le ali più larghe, la nervatura centrale delle ali ramificata e la capsula peduncolata brevemente. Inoltre la Poligala di De Angelis è presente nelle zone dove la nostra pianta è assente (Appennino e Italia centro-meridionale) e preferisce suoli acidi (e non calcarei).
- Polygala vulgaris L. – Poligala comune: si differenzia dall'avere le foglie inferiori più rade di quelle superiori; il racemo ha un peduncolo più lungo (oltre a 1 cm). È presente su tutta la Penisola e anche a quote basse.

## Galleria d'immagini

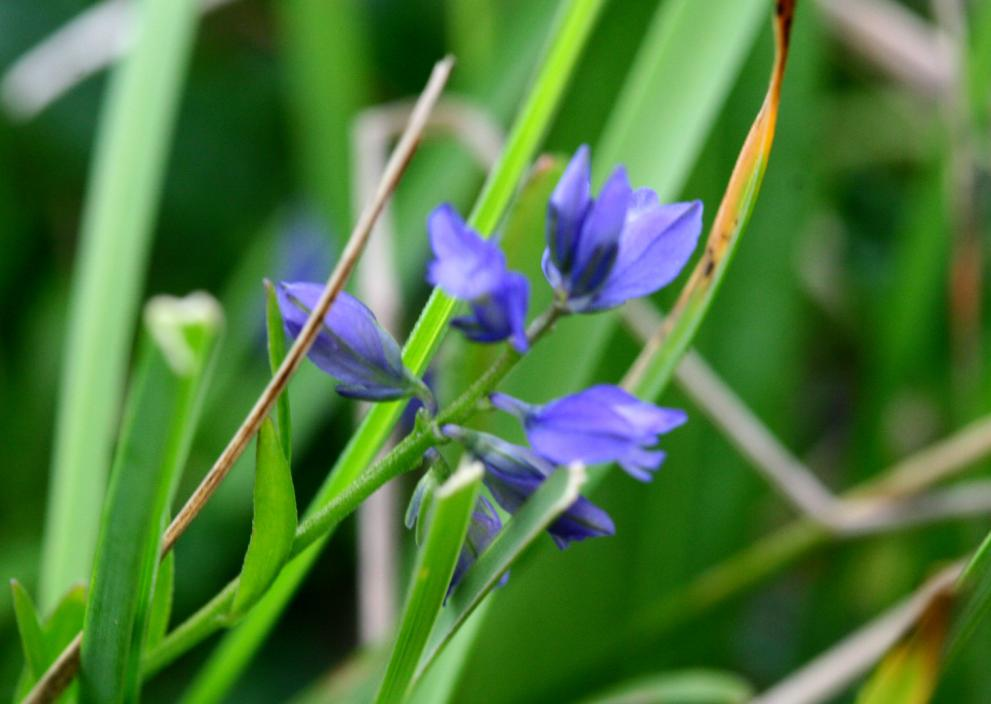
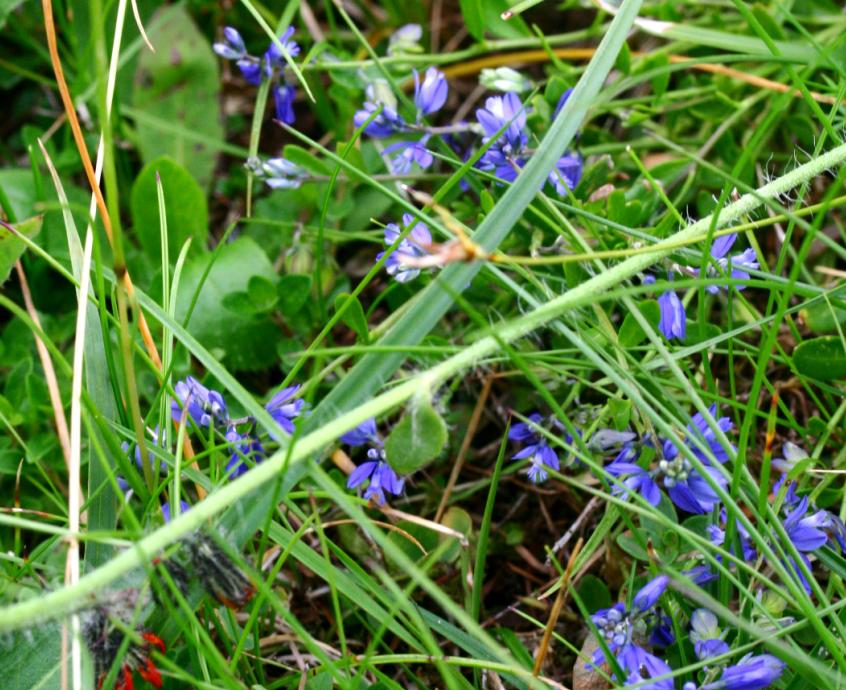